# プログレスM1-2
プログレスM1-2はロシア連邦がミール宇宙ステーションの補給のために2000年に打ち上げたプログレス補給船。形式はプログレス-M1であり、シリアル番号は252であった。

## 運用
プログレスM1-2はバイコヌール宇宙基地1/5発射台からソユーズ-Uで2000年4月25日20時8分2秒(GMT)に打ち上げられた。ミールのクバント1のAftポートに4月27日21時28分47秒(GMT)にドッキングした。171日間ドッキングが続き同年10月15日18時6分(GMT)に次のプログレスM-43のドッキングのため、ドッキングを解除した。同日中に軌道を離脱し、23時29分(GMT)ごろ太平洋上の大気圏で燃え尽きた。

## 積荷
プログレスM1-2は食料、水、乗組員用酸素、科学研究を行うための装置類などミールへの補給品を積んでいた。プログレスM1-2は宇宙ステーションへの世界初の民間資金での補給計画であった。資金はミールコープ計画の一部としてRKK エネルギアによって調達された。同時にこの飛行はステーションが有人である中ドッキングされた最後のプログレスとなった。

## 註
1. 1 2  McDowell, Jonathan. “Launch Log”.   Jonathan's Space Page. 2009年6月12日閲覧。
2. 1 2  Anikeev, Alexander. “Cargo spacecraft "Progress M1-2"”.   Manned Astronautics - Figures & Facts. 2007年10月9日時点のオリジナルよりアーカイブ。2009年6月12日閲覧。
3. ↑  Wade, Mark. “Progress M1”.   Encyclopedia Astronautica. 2009年6月12日閲覧。
4. ↑  “Mir Space Station Observing”.   Visual Satellite Observer's Home Page (2001年3月28日). 2009年6月12日閲覧。
5. ↑  McDowell, Jonathan. “Satellite Catalog”.   Jonathan's Space Page. 2009年6月12日閲覧。
6. ↑  Christy, Robert. “Mir Diary - 2000”.   Zarya. 2009年6月12日閲覧。
7. ↑  Lafleur, Claude. “Spacecrafts launched in 2000”.   The Spacecraft Encyclopedia. 2009年6月12日閲覧。